# Agost
Agost es un municipio y localidad española de la provincia de Alicante, en la Comunidad Valenciana. Ubicado a unos 18 km al oeste de la ciudad de Alicante, en la comarca del Campo de Alicante, contaba con 4948 habitantes en 2023 (INE).Se caracteriza por su rica tradición alfarera y su entorno montañoso, con numerosas rutas senderistas.

## Toponimia
El origen del topónimo de la localidad ha sido objeto de debate a lo largo del tiempo, por lo que podemos encontrar varias teorías que intentan explicar su significado.
Una de las teorías más extendidas popularmente, pese a contar con importantes detractores,sugiere que deriva del nombre de la villa la premusulmana Icosia.
Otra hipótesis propone que el nombre podría haber sido inspirado por los moriscos que habitaban la zona, basándose en la idea de que la cosecha en Agost era tan abundante que merecía ser comparada con el mes de agosto.Hace tiempo se sugirió una posible relación con otros topónimos de origen prerromano, especulando sobre un origen en esa época.
En estudios actuales se ha barajado que el origen podría ser antroponímico, vinculando el origen del nombre al paso cercano de la Vía Augusta. Se ha especulado con que en este lugar podría haber habido una statio, cuyo acceso vigilarían simbólicamente las Esfinges de Agost, con la denominación de ad iter Augusti ("en dirección al camino de Augusto") en latín clásico, pudiendo pasar al latín vulgar como ad iter Augustu , Augusto en un tardo-latín y perdiendo la -o con la arabización Agust.
Sea cual sea la teoría más acertada sobre su origen, el primer registro escrito del topónimo actual lo podemos encontrar en 1252, en los Privilegios de Alfonso X de Castilla a Alicante, pudiéndose encontrar numerosa documentación que confirma la invariabilidad del topónimo hasta hoy día, siendo posible encontrar puntualmente la grafía antigua Ahost.

## Símbolos

### Escudo

Sello de Agost en 1876.

La evolución del escudo de Agost ha tenido un desarrollo incierto, con numerosos cambios y un origen difuso de los elementos que lo componen.
El escudo es un campo de gules, partido en dos verticalmente por un palo irregular en color azul. En la parte central, vemos dos torres, una demolida, separadas por la franja. Debajo de ellas, las letras "A" y "T". El conjunto lo timbra una corona abierta, y el perímetro está orlado con diferentes detalles, que hacen referencia al cultivo de uva. La interpretación más extendida a nivel popular sugiere que el escudo es un plano de la localidad, puesto que representa una rambla atravesada por un río y en cuyos lados se sitúan dos torres, pudiendo representar algunos de los tres recintos amurallados que podemos encontrar en el pueblo: El Castellet de la Murta, El Castillo de Agost y el Castillo situado en el cerro de la Ermita. En el sello con el escudo de 1876 podemos ver cómo esa franja irregular tiene forma de bastón, posiblemente simbolizando la propiedad de estas tierras al Señor de Agost.

### Himno
El himno, titulado Himno de Agost (Himne d'Agost) es una breve pieza musical aprobada en pleno extraordinadio del Ayuntamiento en 1980 y compuesta por Antonio Carrillos Colomina y Manuel Castelló Rizo. La letra hace referencia a la antigüedad del pueblo y su desarrollo económico centrado en la alfarería y la agricultura.

## Geografía
Agost se encuentra en los lindes de la llanura litoral que circunda la ciudad de Alicante, quedando a los pies de la sierra del Ventós y del Maigmó. El casco urbano tiene una frontera natural con el Barranc Blanc, que desagua actualmente en El Plá y la Cañada del Fenollar (al oeste de San Vicente del Raspeig), habiendo estado conectada a la Rambla de las Ovejas. Sus límites con las localidades vecinas son: al norte, Castalla; al este, Tibi y Alicante; al oeste, Monforte del Cid y Petrel; y al sur, Alicante.

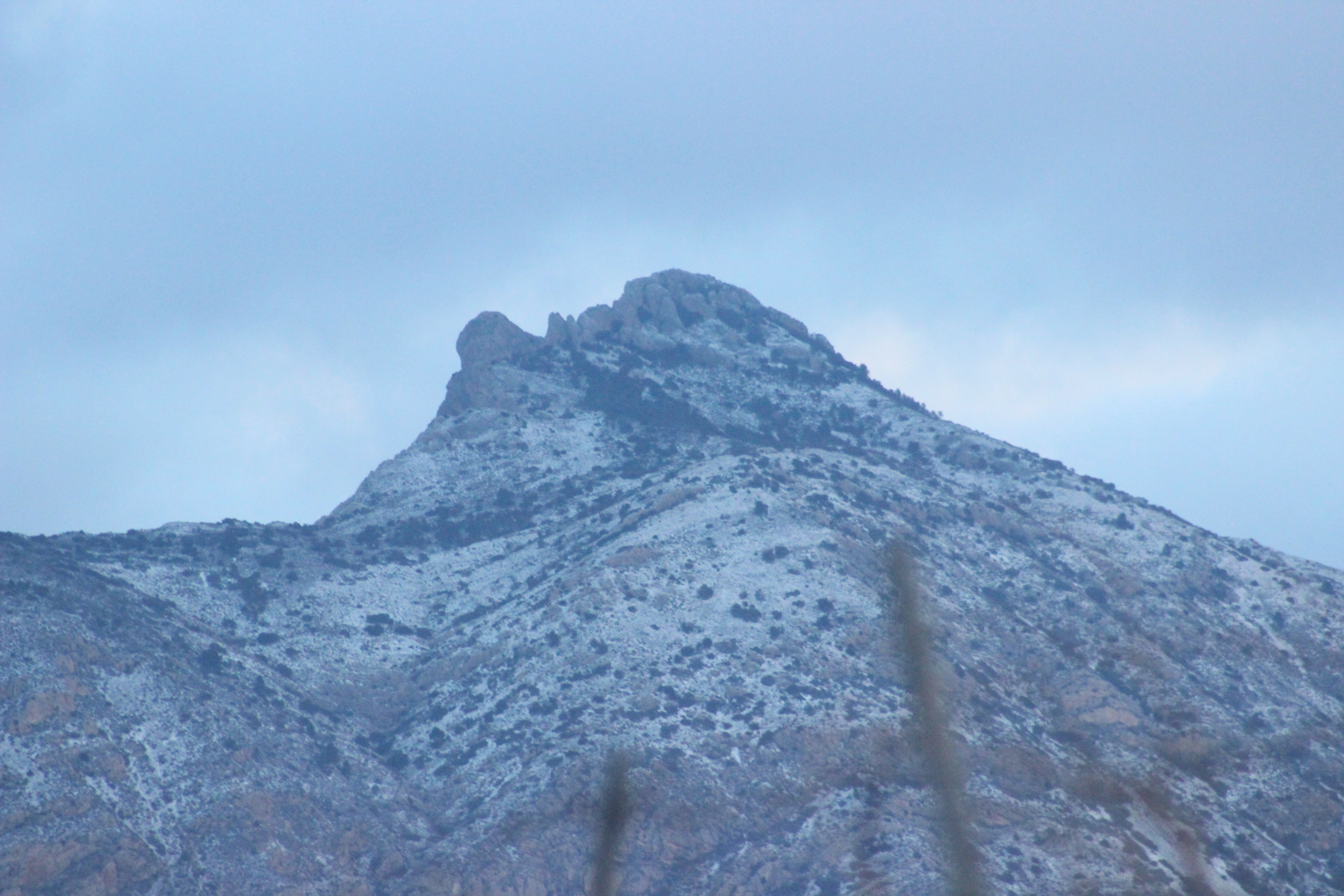
Cima del Maigmó nevada, vista desde Agost.

| Noroeste: Petrel                 | Norte: Castalla y Tibi | Noreste: Tibi         |
| Oeste: Monforte del Cid y Petrel |                        | Este: Tibi y Alicante |
| Suroeste: Monforte del Cid       | Sur: Alicante          | Sureste: Alicante     |

### Clima
El clima de Agost es el propio del litoral mediterráneo, entrando dentro de la clasificación de estepa local (clasificado como BSk, o clima mediterránero continentalizado, por la clasificación climática de Köppen). Durante el año hay poca lluvia desigualmente repartida a lo largo del año, siendo la precipitación media aproximada de 345 mm. La temperatura media es de 17.2 °C.

## Geología
El término municipal de Agost alberga uno de los enclaves del límite K/Pg más estudiados del mundo. Este límite geológico, conocido como la Capa negra de Agost, es de especial importancia debido a su accesibilidad y a la riqueza de información que proporciona sobre eventos geológicos pasados. Se encuentra catalogado como lugar de especial interés geológico en el Global Geosites.
El límite K/Pg, también conocido como límite Cretácico-Paleógeno, marca el final del período Cretácico y el inicio del Paleógeno. Este evento es famoso por su asociación con la extinción masiva repentina de tres cuartas partes de las especies de plantas y animales de la Tierra, hace aproximadamente 66 millones de años. 
El que este límite geológico sea visible en algunos puntos ha sido crucial para entender las condiciones ambientales y los eventos que ocurrieron durante esta transición geológica. No obstante, se puede apreciar en puntos muy concretos, habiendo en España únicamente tres localizaciones: en Agost, en Caravaca de la Cruz y en Zumaya.
Asimismo, debido a que en el momento de la extinción masiva Agost formaba parte del Océano Tetis, nos han quedado fósiles de pequeños animales marinos ampliamente estudiados por su excepcional estado de conservación y definiéndose, al menos, una especie y otras 6 que presentan características que no han podido ser asignadas a taxones conocidos.

## Historia
Teniendo en cuenta la variedad de yacimientos arqueológicos encontrados en el término municipal, podemos decir que la ocupación de Agost ha sido continua desde el Neolítico. Entre ellos, destacan La Murta, La Cueva de San Martín o el cerro de la Ermita, también conocido como El Castillo y que corona el cerro sobre el que se asienta el casco urbano.

### Prehistoria

#### Neolítico
Los restos más antiguos de poblamiento en el municipio se encuentran en la cueva de San Martín, que es cercana y posible contemporánea del yacimiento de Ledua (Novelda). Es uno de los pocos yacimientos neolíticos en cueva fuera de la zona de la montaña alicantina y del sur de Valencia, y siendo uno de los asentamientos más antiguos del Campo de Alicante. Se han documentado dos periodos, uno en el epipaleolítico por parte de los últimos cazadores-recolectores a modo de resguardo ocasional y otro en el neolítico, durante el cual el uso sería el sepulcral. Hay restos de práctica ganadera, y acceso al agua se daría por el barranco Blanco.

#### Edad del Bronce
Se conservan seis yacimientos de esta época en el término municipal: El Castellar, El Pinchillet, El Cerro de los Lobos, Cueva del Monfortero (que, a pesar del expolio sufrido, se hipotetiza como yacimiento sepulcral de este periodo), Els Castellans (en el que se ha detectado una ocupación esporádica en épocas más avanzadas) y, ubicado al centro de los yacimientos citados, El Negret. Este último está conformado por una muralla de piedras en la que ya se encuentra una cerámica de alta calidad y que fue catalogado erróneamente como íbero en un primer momento. Cabe señalar que todos tienen relación visual entre ellos.

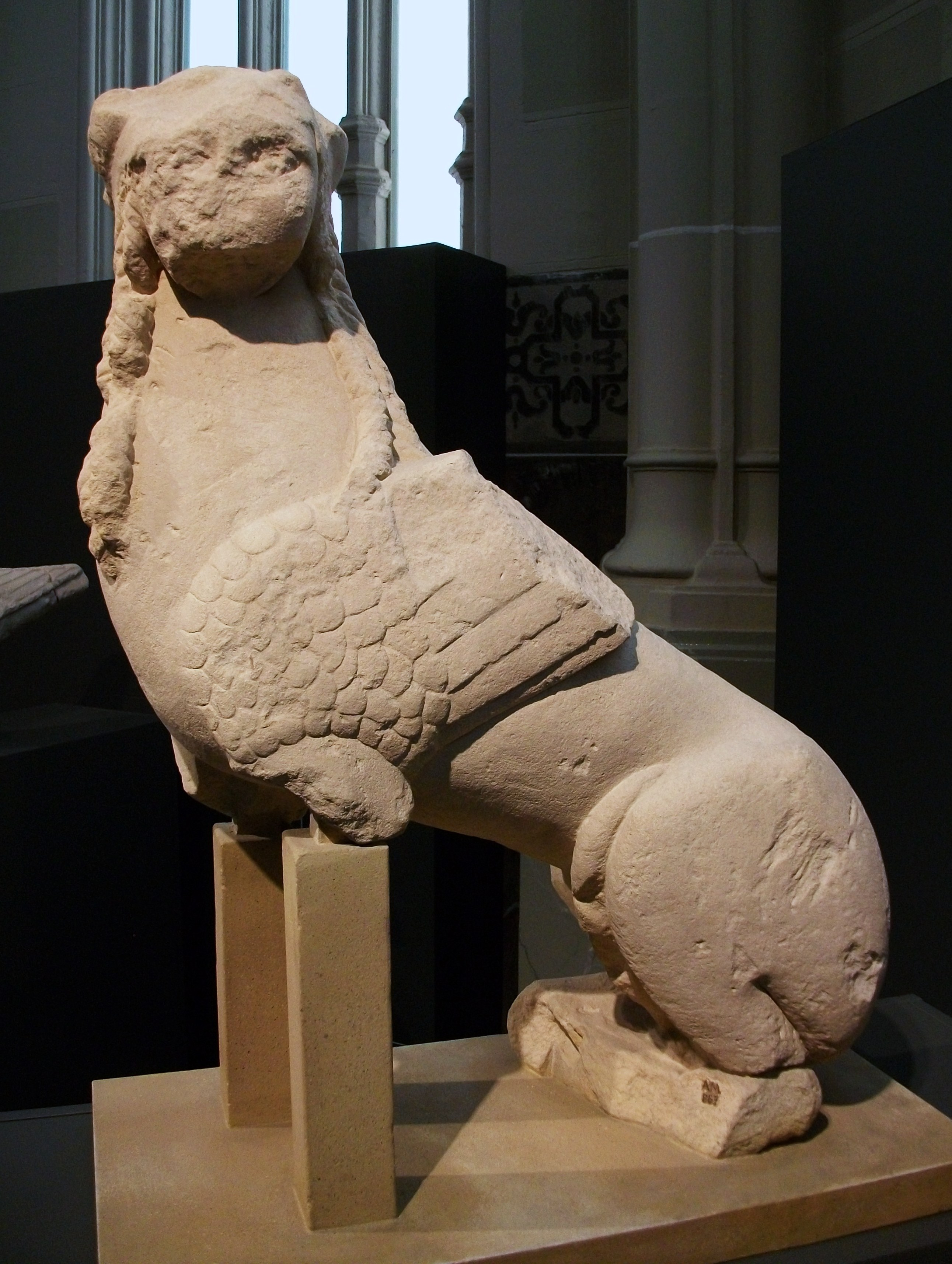
Esfinge de Agost

### Edad Antigua

#### Época íbera
De esta época tenemos el Camp de l'Escultor, del siglo VI a. C., Se encontraron varias piezas significativas, un toro y dos esfinges (conocidas como las Esfinges de Agost) tallados en piedra caliza. El Toro está actualmente desaparecido, y las dos esfinges se encuentran en el Museo Arqueológico Nacional y en el Museo Louvre. Estas no formaban parte de una necrópolis, sino que se encontraban aisladas, marcando los límites de un territorio. El poblado asociado a este monumento fue un caserío, no fortificado, dedicado a la agricultura.
Se puede disfrutar de dos réplicas de las esfinges en la antigua ermita de Sant Pere, en la exposición permanente dedicada a ellas.

#### Época romana
También hay yacimientos de época romana, entre los que se encuentran la desaparecida Villa de la Esperanza. Es posible que Els Castellans se volviera a ocupar en esa época. El pueblo quedaba cerca de la Vía Augusta, lo que facilitó la romanización de la zona.

### Edad Media
El término de Agost quedaría, por extensión, dentro del Pacto de Teodomiro firmado en 713. Las primeras huellas que tenemos de esta época se remontan al siglo IX en La Murta, constituyéndose lo que se conoce popularmente como "Castellet de la Murta", pequeña fortificación que parece que estuvo habitada hasta el siglo XI. Se trata de un poblado en altura, que previsiblemente tendría control visual sobre el paso del Campo de Alicante al Valle del Vinalopó.
Posteriormente, el término municipal pasó a formar parte de la Taifa de Denia y, posteriormente, de la de Valencia. Permanecería así hasta dominio almohade, que pasaría a ser parte de la Taifa de Murcia en su tercer periodo. De esta época tenemos el Castillo de Agost, situado al este del casco urbano y separado de él por la Rambla del Rugló. Se conserva una torre, restos de muralla, así como un aljibe y muros de diferentes habitaciones. Aunque es posible que en el s.XI hubiera algún asentamiento, el castillo se habría construido dentro del programa constructivo almohade (segunda mitad del s.XII) destinado a crear una red de poblados fortificados (Aspe, Novelda, Busot, ...) para hacer frente al expansionismo castellano y aragonés, que amenazaba la integridad del Reino de Murcia. 
En 1243 el Reino de Murcia pasa a estar bajo la protección de Castilla, como modo de intentar defenderse de la amenaza de Granada y la Corona de Aragón, bajo el mandato de Jaime I en ese momento. En este contexto, en 1252 se da un privilegio real por parte de Alfonso X a la ciudad de Alicante que menciona al "lloch d'Agost" como parte de su término.
La revuelta mudéjar que duró entre 1264 y 1266 fue probablemente la causa por la que el Castillo de Agost fuera abandonado (como el resto de castillos de la red defensiva) y se trasladara a la población al cerro de la Ermita, sobre el que se ha desarrollado el núcleo urbano actual. De esta época sería, pues, el castillo que una vez coronó el cerro y del que actualmente apenas quedan algunos lienzos de murallas. Como parte de este castillo se construyó la ermita de San Pedro, que probablemente fuera ganándole terreno en cuanto este fue perdiendo importancia defensiva y que hoy se utiliza como centro de interpretación de la localidad.
En 1277 tenemos la primera referencia documental a la alfarería local como algo distinguible y reconocido.
En 1296 esta parte de la provincia de Alicante pasa a la Corona de Aragón por la conquista por parte de Jaime II de Aragón del Reino de Murcia. Posteriormente, en 1304 Agost quedaría incluido en el Reino de Valencia. 
En 1489, los vecinos construyeron una pequeña ermita dedicada a Santa Ana, siendo la segunda en antigüedad. En su historia hay un largo camino de derrumbes y reconstrucciones, y apenas un siglo después de su construcción, se vino abajo por completo (1599). Poco después de su construcción, ya en el siglo XVI, se construiría la que es hoy la actual iglesia, dedicada a San Pedro.

### Edad Moderna
En el año 1681 la localidad pasó a ser propiedad de los caballeros de Vallebrera, documentándose una carta de poblamiento emitida por ellos.

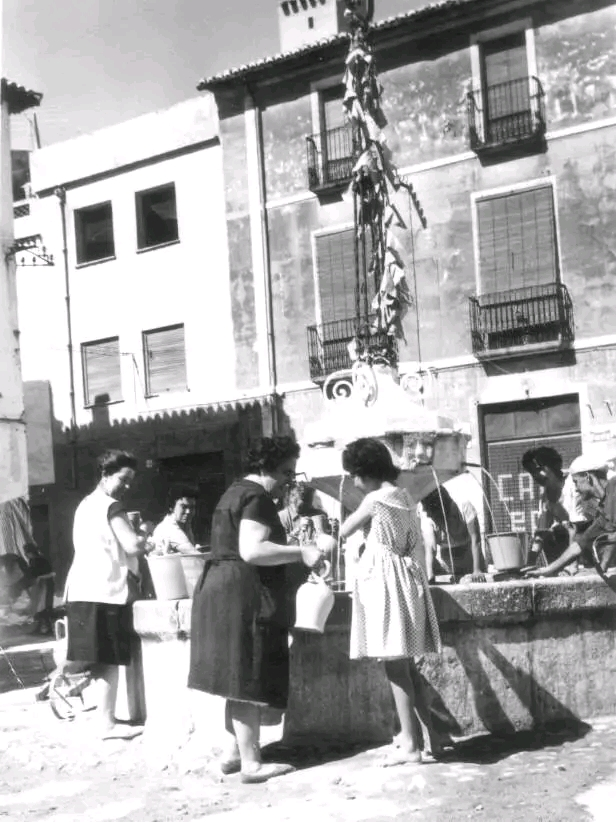
Mujeres usando la Fuente de la plaza para llenar utensilios cerámicos de agua.

En 1699 se construiría la font de l'abeurador, fuente usada para abrevar los animales domésticos y abastecer a las alfarerías y a los hogares de agua. En ese momento se situaba a las afueras del núcleo urbano. 
En 1705 se produjo la independencia de Agost del término de Alicante. Se conservan documentos de numerosos pleitos de Agost hacia Alicante que hacen pensar que las relaciones entre las autoridades locales no fueron las mejores durante buena parte del tiempo. Además, ese mismo año, se produjo la pérdida de 1/3 del término municipal, que pasó a formar parte de Petrel.
Más adelante, en 1786, se construiría la fuente de la plaza, lo que nos indica el crecimiento que tuvo el núcleo urbano. 

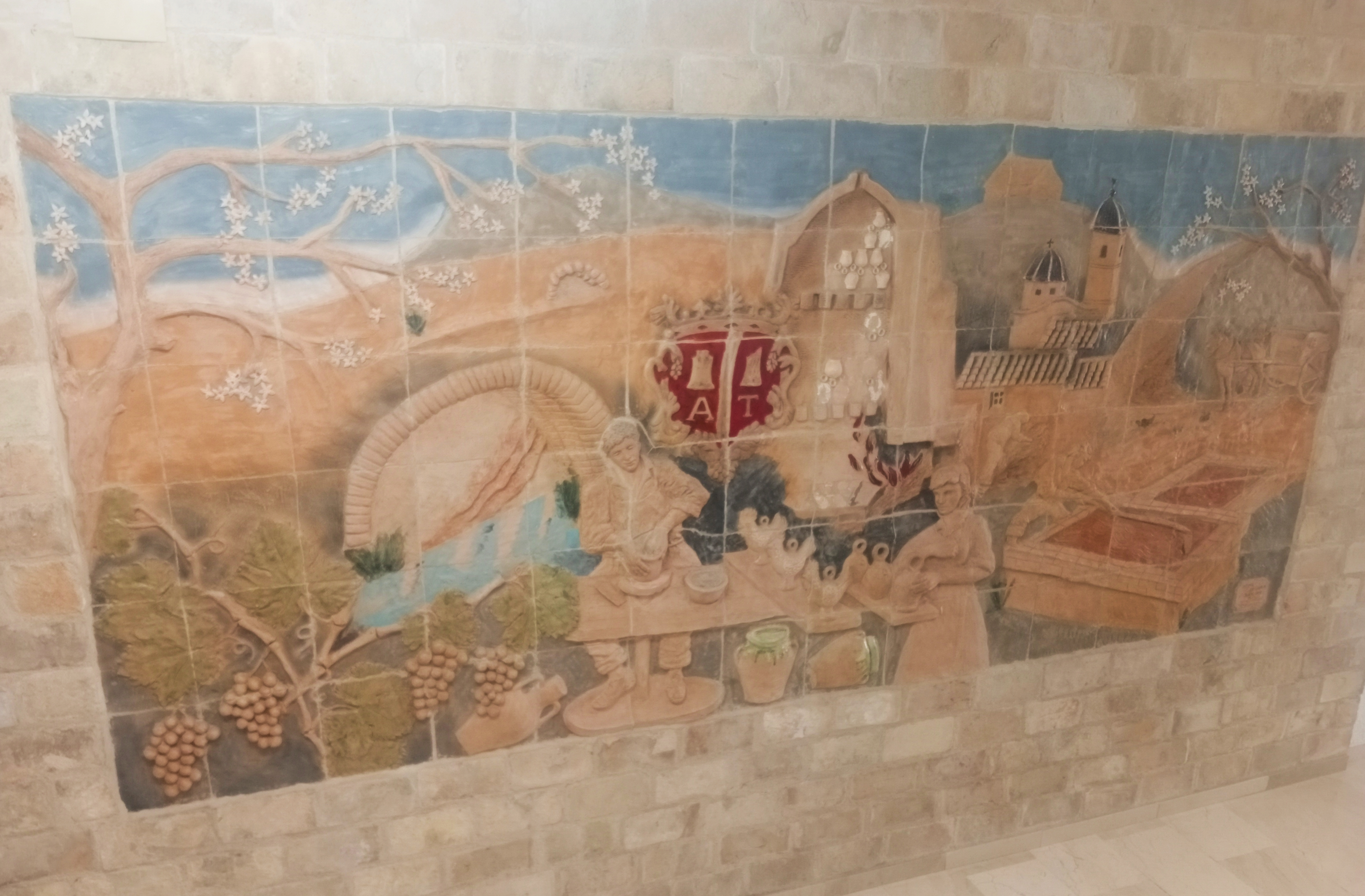
Mural situado en la Casa de Cultura con los elementos más representativos de Agost hecho por la ceramista local Reme Iborra

### Edad Contemporánea

#### SigloXIX
El siglo XIX empezó en España con diversos conflictos que también se vieron reflejados en el pueblo. De este modo, la ermita de Santa Ana sirvió de acuartelamiento a las tropas francesas durante la guerra de la Independencia española, y se documenta la participación de varios vecinos en el conflicto.Además, consta que durante la Rebelión de Boné, una de las tantas rebeliones liberales de la época, hubo varios voluntarios agosteros.

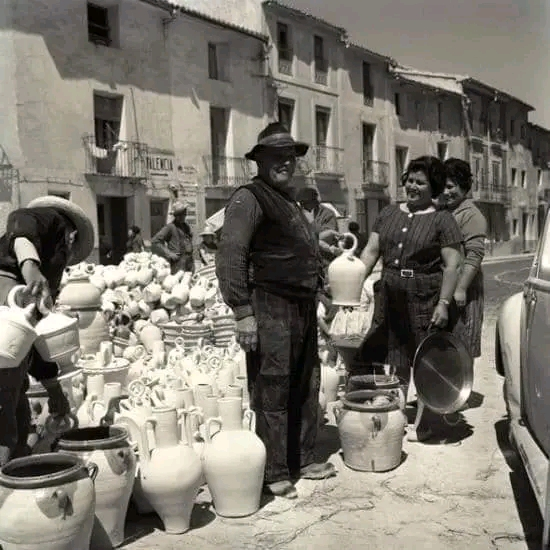
Puesto de venta de piezas de alfarería de Agost en las fiestas de Santa Faz, Alicante. En ese entonces era un punto de venta bastante clave.

En 1812 se inicia un pleito entre el entonces Señor de Agost y los alfareros porque el primero pretendía aumentarles los impuestos, en vistas de que la producción no paraba de crecer. Diez años más tarde, y cumpliendo la promesa a sus patronas, un grupo de 10 alfareros construyó la ermita de Santa Justa y Rufina. Este hecho es importante porque nos habla de que la producción en ese momento estaba en plena expansión y que los diferentes talleres que por aquel entonces funcionaban en el pueblo tuvieron una unión gremial.
Sobre esta época también se dio la construcción del lavadero municipal, cuya primera mención es de 1830. En el contexto de las diversas epidemias que azotaban a la España del momento, este y otros muchos lavaderos se construyeron como medida de salud pública, siendo una de las construcciones más características de la sociedad pre-industrial.
Hasta la segunda mitad del siglo XIX, la venta de la alfarería de Agost solía ser directa, al por menor y en mercados de pueblos cercanos. Con la mejora de las carreteras, la mecanización del transporte y con la inauguración de la red ferroviaria Alicante-Madrid en 1858, la venta se extendió por toda España. Así, la alfarería de Agost llegó a ciudades como Barcelona, Bilbao, Santander, La Coruña e incluso Marsella, Marruecos, Argelia y Cuba, cargando vagones de tren y barcos desde el puerto de Alicante.

#### SigloXX
En 1900 se inauguró la estación de Agost, que formaría parte de la Línea Alcoy-Alicante, suponiendo un punto de inflexión en el desarrollo de la industria de la zona. Hasta ese entonces, la provincia no había tenido unas buenas comunicaciones terrestres, a pesar de su riqueza en materias primas, tener uno de los mejores puertos y contar con varios núcleos preindustriales.En consecuencia, la industria alfarera de Agost creció notablemente en la segunda mitad del siglo XIX con la ampliación de mercados y nuevos clientes con mayor poder adquisitivo. Este fue el origen de los productos de Agost con la típica decoración: el bordado, tanto en formas ya existentes como en nuevas. Cabe destacar que dicho bordado también se puede ver en la alfarería de Petrel, puesto que esta tiene su origen en alfareros agosteros que se fueron a vivir allí.
La guerra civil española marca un antes y un después en la evolución económica y social en España. La aparición del agua corriente en los hogares, el uso de otros materiales además del aumento de la población urbana y descenso de la rural dan como resultado la desaparición paulatina del uso de cántaros, orzas y otras vasijas de cerámica.

Durante el siglo XX, la alfarería de Agost tuvo tres asociaciones para vender sus productos, la primera fundada en 1911, la segunda hacia los años 30 del siglo XX y la tercera en 1948.

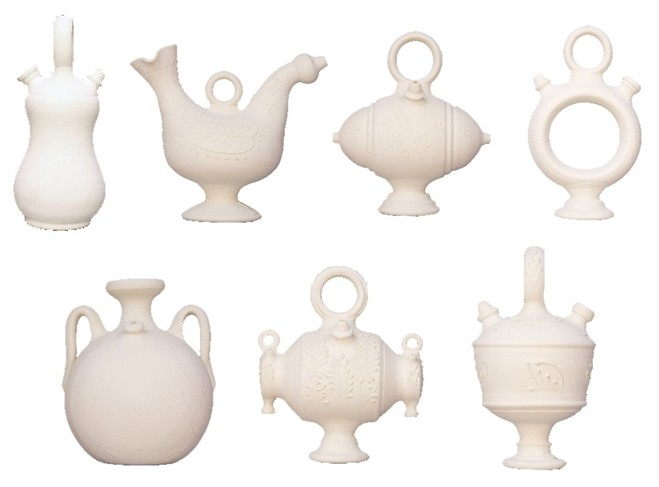
Botijos típicos de Agost

Con el intento de recuperar el mercado surgido a partir del siglo XIX en el Magreb, algún alfarero de Agost llegó a exportar botijos pintados con paisajes africanos a Melilla. De allí, algunas piezas llegaron a Argelia y se utilizaron para transportar pólvora, medicamentos o mensajes durante la Guerra de la Independencia de Argelia (1954-1962). Además, es posible que su pintura se utilizara como código secreto, en función del color del asa o las bocas.
Es a partir de los 80 del siglo pasado cuando en Agost comienzan los primeros cambios fundamentales en el sistema de producción. Hasta ese momento, los talleres se abastecían de las canteras del pueblo, preparaban el barro en sus balsas y cocían en los hornos árabes a fuego directo. En esta época, comienzan a utilizar barro rojo local o pastas comerciales, esmaltes prefabricados y hornos industriales de gas, gasoil o eléctricos.

## Geografía humana

### Demografía
Cuenta con una población de 5107 habitantes (INE 2024).
| Gráfica de evolución demográfica de Agost entre 1842 y 2021                                                           |
| |
| Población de derecho según los censos de población del INE. Población de hecho según los censos de población del INE. |

El primer dato que tenemos de la población total del municipio es del año 1715, en el que constarían 386 agosteros; aumentando esta cifra durante los siglos XVIII y XIX de forma gradual. Así, en el año 1900 se alcanzaron los 2958. Esta cifra bajaría durante la guerra y posguerra, y haría que el municipio comenzara la década de los 50 con 2379 habitantes.
A partir de esta fecha, la tendencia siguió al alza, siguiendo la tendencia en esta zona, en general beneficiada por el fenómeno de éxodo rural que se vivió en España entre 1950 y 1975.
En décadas posteriores, como en 1970 y 1986, la población continuó aumentando.

### Economía

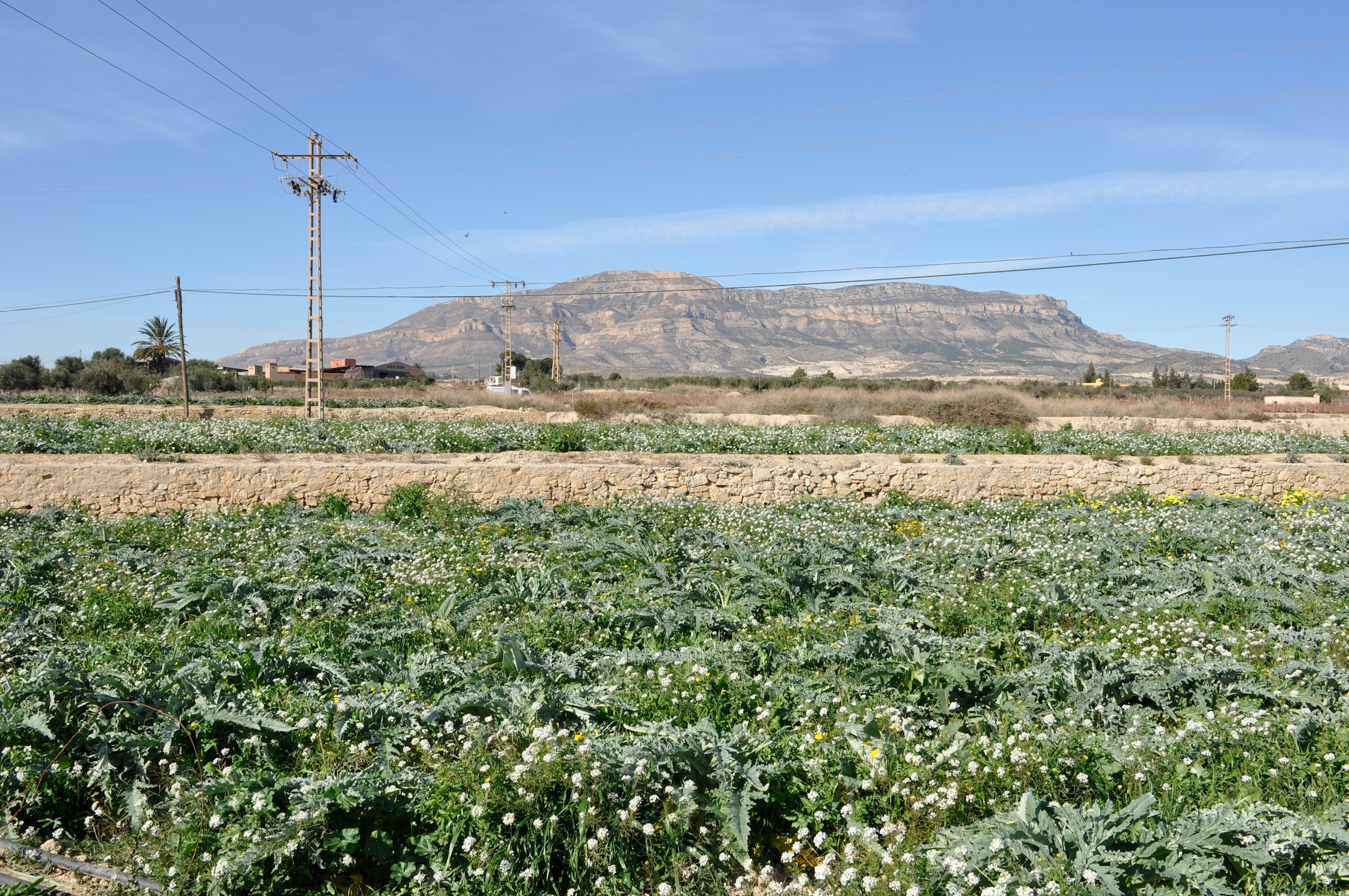
Cultivo de alcachofa en Agost

Hasta los años 1960, la economía de Agost estaba sostenida por la alfarería y la agricultura. En 2005 quedaban once alfares activos en el pueblo, pero solo tres seguían haciendo cerámica tradicional: botijos, cántaros, etc; el resto se ha convertido en fábricas de ladrillos y tejas. Estas industrias, junto con la agricultura de la vid, especializada en uva de mesa, y el cultivo de almendros y hortalizas, son la base de la economía.

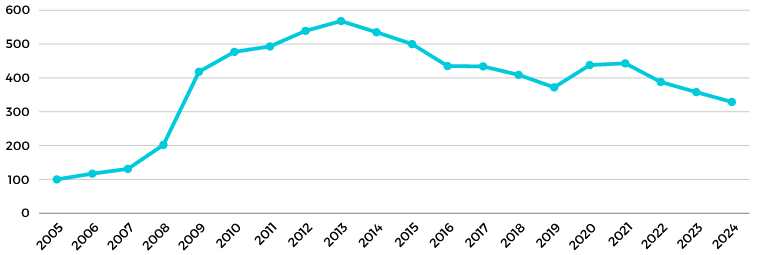
Número de parados en Agost entre 2005 y 2024.

La Crisis económica española (2008-2014), iniciada por la explosión de la burbuja inmobiliaria, tuvo efectos devastadores para la economía de Agost, que en ese momento era bastante dependiente de la fabricación de ladrillo y teja. De las cerca de 7.000 toneladas de ladrillo que salían de Agost en 2007, a mediados de 2008 se pasó a unas 4.000.
Las cifras de paro empezaron a bajar levemente hasta la crisis por la Pandemia de COVID-19.

### Transporte y comunicaciones

#### Vías de acceso a la carretera
Las principales vías de acceso son:
| Identificador | Procedencia                             |
| ------------- | --------------------------------------- |
| CV-820        | Desde San Vicente del Raspeig a Novelda |
| CV-827        | Desde Tibi                              |

#### Autobuses
Con el objetivo de comunicar al pueblo con Alicante, nació la Agostense en 1969, empresa familiar del estilo a otras surgidas en el entorno, como La Albaterense, La Alcoyana, La Serranica o La Unión de Benisa. Actualmente, la concesión corresponde a Vectalia, articulando la línea con el área metropolitana de Alicante.

## Política
Las elecciones locales del 2023 dieron como resultado 7 concejales para el PP, 1 para la AIA-Compromís (Agrupación de Independientes de Agost), 2 para el PSPV-PSOE y 1 para la candidatura independiente Fem Poble. Con 6 candidaturas, han sido las elecciones municipales con mayor número de candidaturas de la democracia. Asimismo, estas elecciones han constituido una renovación de la alcaldía con mayor número de votos que en las respectivas elecciones de 2019, suponiendo a su vez el mejor resultado histórico del PP en el municipio y el peor de la AIA - Compromís per Agost (En las últimas elecciones, bajo el nombre Acord per Guanyar ) y el PSPV-PSOE, que tradicionalmente conquistaban sin problemas las mayorías.
|                                               |                           |           |        |       |            |            |
| Elecciones municipales del 28 de mayo de 2023 |                           |           |        |       |            |            |
| Partido                                       | Partido                   | Candidato | Votos  | Votos | Concejales | Concejales |
| Partido Popular                               | Juan José Castelló Molina | 1533      | 54,55% | 7     | 1          |            |
| Partido Socialista del País Valenciano - PSOE | Muriel Martínez Morant    | 396       | 14.09% | 2     | 0          |            |
| Fem Poble                                     | Felip Vicedo Román        | 350       | 12.45% | 1     | 1          |            |
| Acord per Guanyar                             | Alicia Boix Cantó         | 260       | 9.25%  | 1     | 1          |            |
| Vox                                           | José Román Ventura        | 128       | 4.55%  | 0     | 0          |            |
| Ciudadanos                                    | José Buendía Cuenca       | 124       | 4.41%  | 0     | 1          |            |
| Fuente: Ministerio del Interior (España).     |                           |           |        |       |            |            |

| Periodo   | Nombre                                                        | Partido                           |
| --------- | ------------------------------------------------------------- | --------------------------------- |
| 1979-1983 | José María Brotons Martínez                                   | PSPV-PSOE                         |
| 1983-1987 | José María Brotons Martínez                                   | PSPV-PSOE                         |
| 1987-1991 | José María Brotons Martínez                                   | PSPV-PSOE                         |
| 1991-1995 | José María Brotons Martínez                                   | PSPV-PSOE                         |
| 1995-1999 | José María Brotons Martínez                                   | PSPV-PSOE                         |
| 1999-2003 | Felipe Vicedo Pellín                                          | AIA                               |
| 2003-2007 | Felipe Vicedo Pellín                                          | AIA                               |
| 2007-2011 | Joaquín Castelló Castelló (hasta 2008) Antonio Pérez González | PSPV-PSOE                         |
| 2011-2015 | Juan José Castelló Molina                                     | PP                                |
| 2015-2019 | Juan Cuenca Antón (hasta 2017) Luis Vicente Castelló Vicedo   | PSPV-PSOE AIA-Compromís per Agost |
| 2019-2023 | Juan José Castelló Molina                                     | PP                                |
| 2023-act. | Juan José Castelló Molina                                     | PP                                |

## Infraestructuras

### Sanidad y educación
La localidad dispone del centro de salud de Agost, dependiente del Hospital General Universitario de Alicante. Dicho centro fue premiado en la categoría excelencia en la modalidad de Atención Primaria en el 2009.
Respecto a educación primaria, tiene dos colegios: el CEIP La Rambla, público; y el colegio diocesano La Milagrosa, concertado.
El primero, fundado en 1965, obtuvo un premio reconociendo su labor pedagógica. El segundo se construyó en 1967, en parte con las 65.000 pesetas recolectadas entre los actores de El Regreso de los Siete Magníficos, llegando a estar en la puesta de la primera piedra Fernando Rey y Julián Mateos, integrantes del reparto.
En cuanto a educación secundaria, en el 2002 nació la Sección del IES San Vicente en Agost, que imparía únicamente la ESO y dependía del IES San Vicente como sección hasta el curso 2024-2025, en el que empezó a impartir Bachiller y a denominarse Instituto de Educación Secundaria L'Arc d'Agost tras años esperando el decreto del Consell al respecto.

## Patrimonio

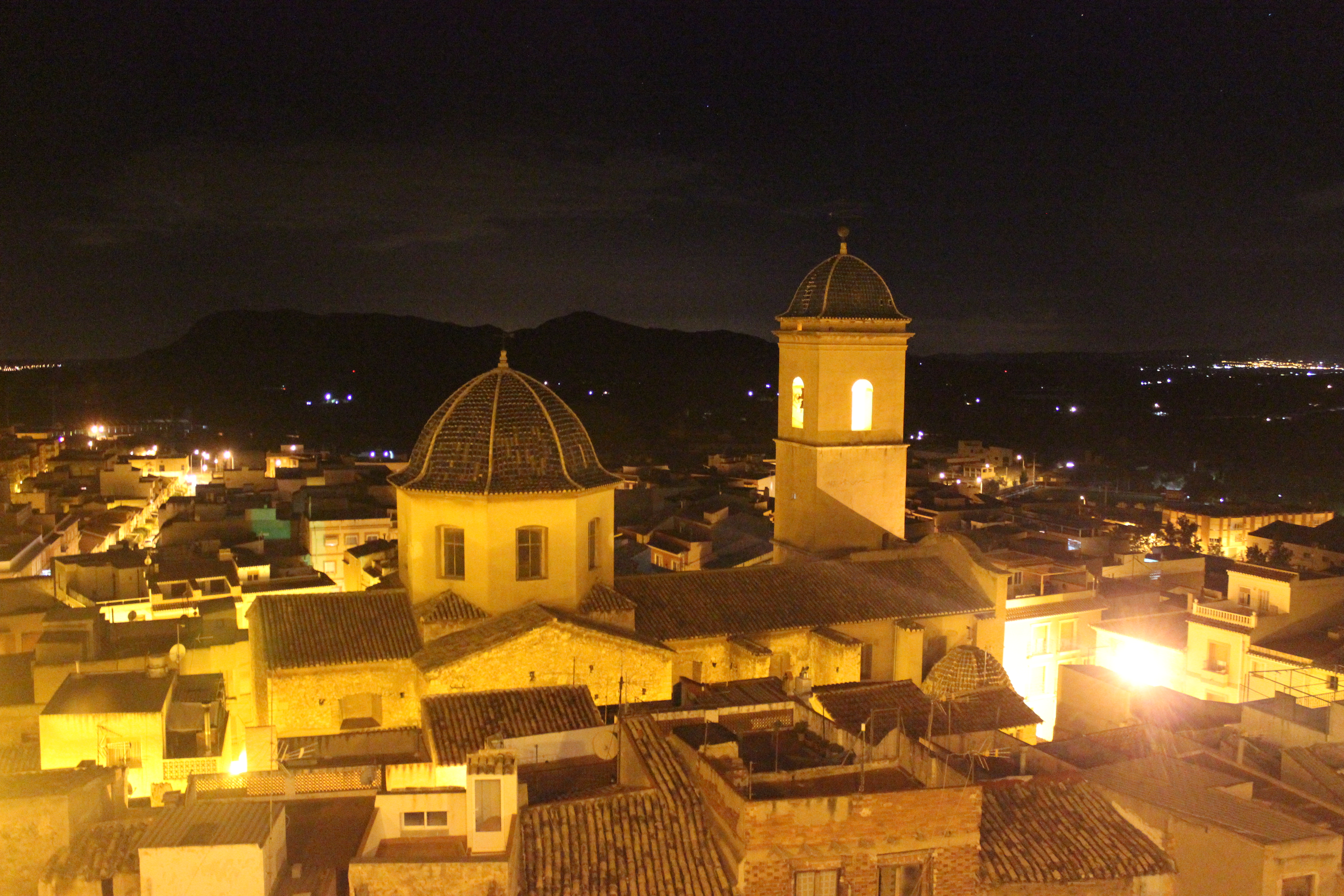
Vista nocturna de la iglesia de San Pedro

Entre el patrimonio arquitectónico a destacar de Agost podemos encontrarnos ejemplos de arquitectura industrial, como pueden ser algunas alfarerías, y arquitectura religiosa barroca y neoclásica, así como restos de varias épocas más pobremente conservados.

#### Iglesia de San Pedro Apóstol
Construida en el siglo XVI y ubicada al centro del pueblo.

#### Ermita de Santas Justa y Rufina
Ermita urbana construida en 1821 por un grupo de alfareros en honor a las patronas de su gremio. Reformada en 1912 coincidiendo con un repunte de la actividad alfarera en la localidad y posteriormente quemada en 1936. al volverse a formar la Agrupación de Alfareros hacia 1948, planteándose inicialmente una nueva construcción a la salida del pueblo pero prevaleciendo el criterio de reformar la existente. La última de las restauraciones tuvo lugar en 1994 y corrió a cargo de la Generalidad Valenciana, bajo la dirección del arquitecto Santiago Varela Botella. 
Se trata de un edificio entre medianeras, cubierta con cúpula sobre pechinas rematada con teja curva vidrada en verde y marrón, colores típicos de las tinajas, lebrillos y morteros de la alfarería. Fachada casi rectangular, dividida por una imposta en dos pisos; el interior contiene la puerta con hueco en dintel y hojas de madera protegida por una chapa claveteada. Planta de nave única, mide 4,90 por 3,65 m., con sacristía adosada a la derecha, se cubre con cúpula sobre pechi nas y tambor octogonal perforado por ocho ventanas que proporcionan notable luminosidad. En el muro testero se apoya un retablo de obra en el que destaca la hornacina entre dos columnas con basa, capitel toscano y arco de medio punto. Lo adornan detalles alfareros: azulejos, candelabros, botijitos, etc.; muchos con carácter de exvotos. El 19 de Julio se celebra la festividad de las Santas.

#### Ermita de San Pedro

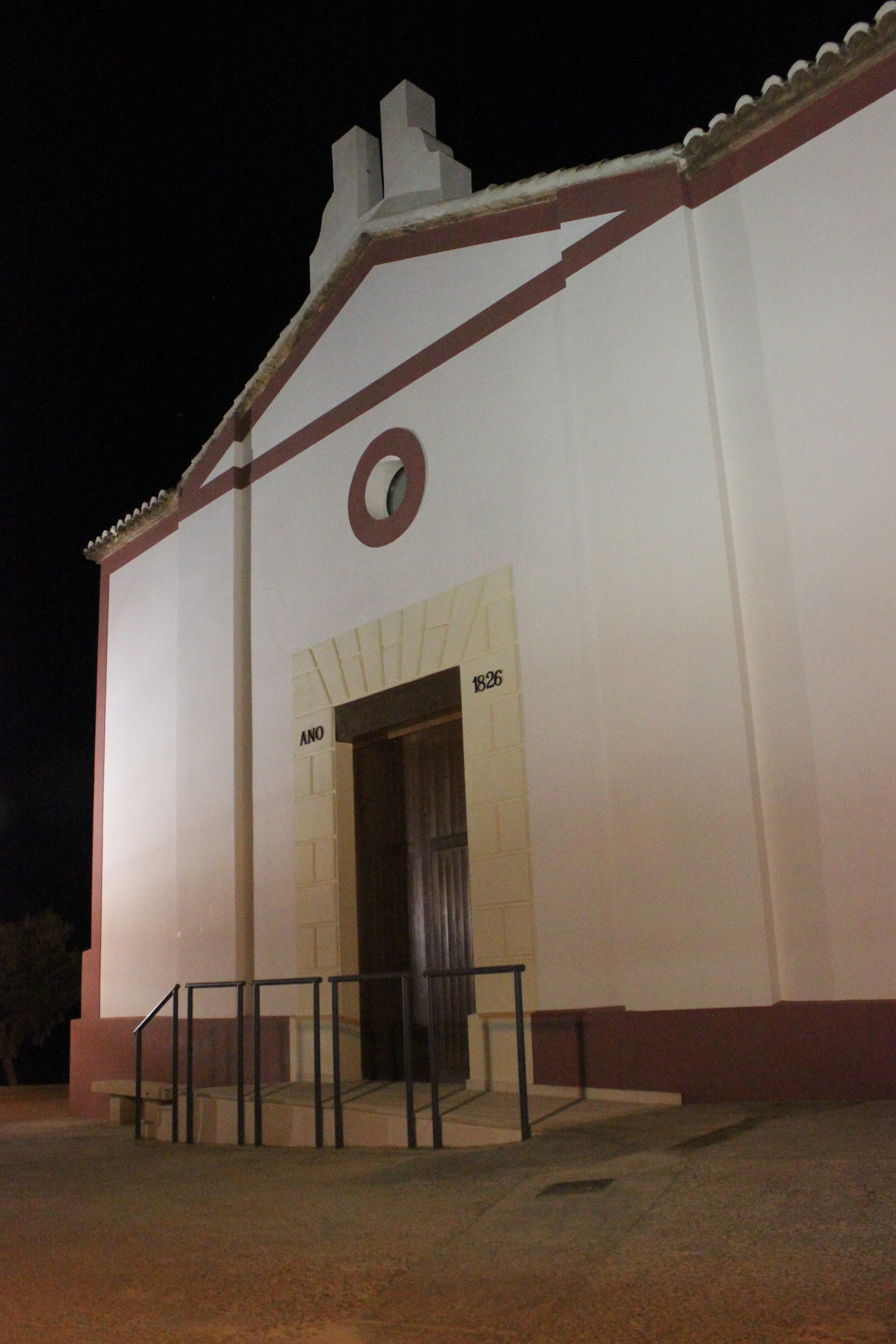
La ermita de San Pedro de noche

Recién reformada y desvinculada del uso sacro, actualmente denominada de manera oficial Centro de Interpretación de la Ermita. Surgió como parte del castillo que se ubicó allí y albergó la parroquia hasta su traslado en el año 1504 a la entonces denominada iglesia de Santa Ana (actual iglesia de San Pedro).

#### Terrenos de los pobres (Terrers dels pobres)
Se trata de un yacimiento de arcilla y balsas donde se prepara el barro propio de la localidad. Tiene conexión inmediata con el Museo de Alfarería.

#### L'Arc
Acueducto de supuesto origen árabe, con sucesivas reformas durante el tiempo que lo han convertido en puente transitable.

### Patrimonio parcialmente conservado

#### Castillo de la Murta
También conocido como Castellet de la Murta (por las pequeñas dimensiones de la edifcación) o La Murta, por el cerro homónimo que ocupa. Sus restos se localizan a 7 km del pueblo. Fue una fortaleza de gran importancia durante las sublevaciones musulmanas posteriores a la conquista castellana. Hay evidencia de su uso durante la Edad del Bronce, época tardorromana (siglos IV y VI), y época musulmana (finales del X, XII y XIII), pudiendo haber sido ininterrumpido. Tenía una ubicación estratégica, con vistas a un posible ramal de la Vía Augusta que iba desde Monforte/Aspe hasta Lucentum.

### Patrimonio no conservado
La conservación del patrimonio agostero ha tenido una evolución irregular, pudiendo contar con una larga lista de edificaciones actualmente desaparecidas, como pueden ser las mencionadas a continuación.

#### Castillo de Agost
Recinto amurallado de forma poligonal. El Castillo estaría comunicado visualmente con el Castillo de Santa Bárbara, y se hipotetiza sobre un posible asentamiento inicial del siglo XI, teniendo un segundo momento almohade. Se asienta sobre la Sierra dels Castellans, estando separado del actual núcleo urbano por la Rambla del Rugló.

#### Ermita de San Ramón Nonacido
Ermita desaparecida no hace muchos años. La ermita estaba junto a un Hospicio, que desaparecería. En tiempos relativamente recientes fue derribada de la noche a la mañana, para edificar en sus terrenos. Pero los vecinos de Agost, no conformes, siguen celebrando la fiesta del Santo, para lo cual improvisan durante unos días una ermita con una tienda de campaña del ejército, a la que traen el Santo en procesión desde la iglesia.

#### Ermita de la Gloriosa Sta. Ana
Fundada en 1489, serviría de iglesia parroquial por algunos años y como colegio por otros tantos. Actualmente no queda rastro de ella, y el solar está actualmente ocupado por una casa particular y el archivo municipal.

#### Ermita de Casa Mira
Perteneciente a una antigua masía, conocida como Casa Mira. Destacaba por su rica decoración de frescos vegetales.

## Cultura

### Museos

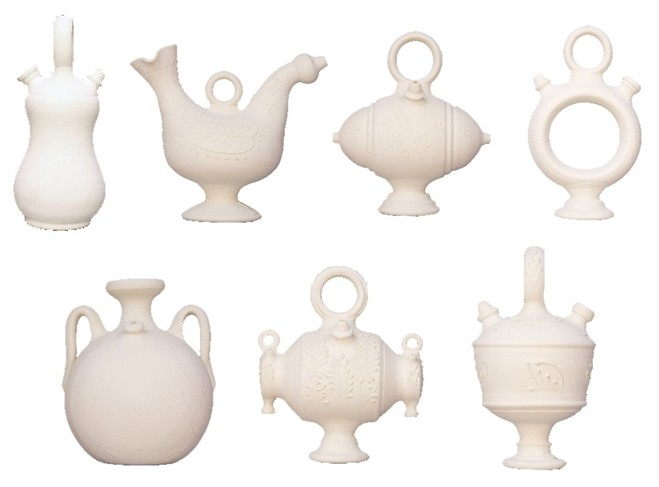
Botijos típicos de Agost

Museo de alfarería: Emplazado en las instalaciones alfareras de la antigua fábrica Torregrosa, y aprovechando la parcial recuperación del edificio a cargo del artista Facundo Senpau, el museo fue creado en 1981 por Ilse Schütz, súbdita alemana, Hija adoptiva de Agost desde 2011. Además de la colección de piezas, utensilios y documentación, se puede contemplar el proceso de creación artesanal de la alfarería.
El centro de interpretación de la ermita, ubicado en la antigua ermita del Castillo, situada en la cima del actual casco urbano. Se hace un recorrido por los elementos históricos, geológicos y etnológicos más reseñables de la localidad.

### Fiestas
Virgen de la Paz: Son las fiestas patronales de Agost y se celebran del 15 al 24 de enero, en honor de la Virgen de la Paz, patrona de Agost. Se realizan diversas liturgias, una ofrenda, unos cánticos y una procesión. Comienzan con un Novenario solemne, acompañado de Rosario y Santa Misa. El día 22 con cohetes y repiques de campana, se comunica el inicio de las fiestas y por la tarde se celebra la ofrenda de flores a la Virgen de la Paz. Al día siguiente, hay pasacalles con la Banda de Música del pueblo y a las diez de la noche se ofrece la tradicional serenata a la Patrona. El día 24 de enero, festividad de la Virgen de la Paz y fiesta local, comienza con volteo general de campanas, disparo de cohetes y diana acompañada de la banda de música. A las doce, desde la Casa del Ayuntamiento, se traslada la corporación municipal, autoridades, reinas y Comisión de fiestas acompañados por la Banda a la parroquia, donde se oficia la santa misa en honor a la Patrona y por la tarde (sobre las siete) se realiza la solemne procesión, recorriendo diversas calles de la población. Al finalizar la procesión, se dispara un magnífico castillo de fuegos artificiales.
El día de la Vella: Se celebra tres semanas después del Miércoles de Ceniza y es fiesta local. Es una tradición muy antigua y consiste básicamente en instalar en la puerta de las casas unos muñecos confeccionados con trapos, papel y ropa vieja representando escenas y costumbres del pueblo, a menudo con comentarios actuales y satíricos. Hay varias teorías respecto a su origen.
Moros y Cristianos: En honor a San Pedro, se celebran a finales de junio - principios de julio.
San Roque: Fiesta en honor al santo el día 16 de agosto el barrio lo celebra ese día con una procesión, además se hacen verbenas y actos de ocio.
Danzas del Rey Moro: Se celebran del 26 de diciembre al 1 de enero (excepto el día 31), por la tarde en la plaza del pueblo. Es una costumbre que aún perdura con un gran arraigo entre la población y mezcla elementos de fiestas de quintos, de Moros y Cristianos y de carnaval en el pasado (con la tradición de la mascarada durante la danza, cosa que recientemente se ha intentado recuperar tras años perdida). La danza se acompaña con la dolzaina y el tabal. Participan los jóvenes que llegan a la mayoría de edad cada año (danseros). El día grande de las danzas es el día del Rey Moro, quien las preside bailando con el resto de parejas de "ballaors". El día 27 por la noche tiene lugar la Noche de los Cohetes, otra tradición en la que participan jóvenes y mayores, que consiste al ir tirando carretillas al Rey Moro durante su viaje por las calles del pueblo. Este va acompañado por los danseros que deben ir con él hasta que se queme el palio, una estructura de madera y cañas bajo la que va paseando el Rey Moro. Una vez quemado el palio, los danseros deberán colgar las naranjas a los balcones de la plaza, las cuales se descolgarán el día 1 de enero por los naranjeros, la generación que será dansera el año siguiente.

### Gastronomía
La gastronomía se basa en los productos del campo y es contundente. Destacan el gazpacho con ñora, el arroz con caracoles, migas, borreta de bacalao; cocas de sardina y de cebolla. Sin olvidarse de su exquisita uva de mesa, con denominación de origen propio del Vinalopó.

### Música
Una de las cosas por las que la villa de Agost es reconocida es por la gran cultura y afición por la música, suponiendo una importante cantera de músicos para el sector. En este sentido, hay dos bandas de música con sus respectivas escuelas: La Sociedad Filarmónica Unión Musical de Agost o "la vella", fundada el año 1895; y el Centre Artístic Cultural Verge de la Pau o "la nova", desde 1978. Ambas han ido recopilando gran cantidad de premios y reconocimiento durante su historia, siendo difícil encontrar un año en el que no se hayan llevado la victoria en algún certamen, tanto a nivel nacional como internacional.
En este punto también cabe mencionar la colla de dulzaina La Taranina, con un papel destacable en las fiestas de la Danza del Rey Moro.

### Cine
Para la película El regreso de los siete magníficos (1966), todos los exteriores fueron rodados en esta localidad alicantina. Esta película es la primera de las secuelas de Los siete magníficos, donde aparece Yul Brynner junto a actores y actrices españoles como Julián Mateos, Fernando Rey o Elisa Montés. También fueron rodadas a las afueras de Agost varias secuencias de la película Astérix en los Juegos Olímpicos donde aparece Gerard Depardieu.

## Deportes

### Pelota valenciana
La pelota valenciana es el deporte más antiguo que se practica en Agost. Las modalidades de "corta", "larga" y "galocha" son las preferidas. El primer club de Agost federado fue el "Club de Pelota de Agost" el año 1982, que ha llegado a jugar en segunda categoría.

### Baloncesto
- CB AGOST. En la temporada 2012-2013, fue campeón de liga de la categoría de Segunda Zonal Valenciana, consiguiendo así el ascenso a la categoría de Primera Zonal.

### Fútbol
La escuela del CD Agostense cuenta con todas las posibles categorías inferiores, siendo así una gran cantera. El primer equipo se encuentra en la categoría de primera regional, grupo 9, durante la temporada 2020/2021. El estadio es el Antonio Jover, un estadio con mucha historia.